# Rochester, New Hampshire
Rochester är en stad i Strafford County i delstaten New Hampshire, USA som hade 29 752 invånare år 2010. 